# Многоквартирный жилой дом (Светланская, 63)
Многоквартирный жилой дом — жилой дом во Владивостоке, памятник советской архитектуры 1930-х гг. Здание построено в 1939 году. Автор проекта — архитектор А. Л. Заседателев. Историческое здание по адресу Светланская улица, 63 сегодня является объектом культурного наследия Российской Федерации.

## История
Здание построено в 1939 году по проекту известного дальневосточного архитектора А. Л. Заседателева как жилой дом с многокомнатными квартирами.  

## Архитектура
Дом четырёхэтажный. Состоит из двух объёмов — углового, Г-образного в плане, оформляющего угол улиц Светланской и Пушкинской, и прямоугольного выдвинутого вверх по рельефу Пушкинской. Угол дома, место соединения двух объёмов и боковые крылья исполнены в виде выступающих вперёд ризалитов с угловыми лоджиями, раскрытыми с двух сторон и обрамлёнными большими арочными проёмами, придающими всей постройке запоминающийся «южный», приморский облик. Межоконные простенки расчленены пилястрами. Карниз завершён широким парапетом, который увенчан изящными декоративными вазами.              